# Episodi de La mafia uccide solo d'estate (seconda stagione)
La seconda stagione della serie televisiva La mafia uccide solo d'estate, indicata con il sottotitolo Capitolo 2, formata da 12 episodi, è stata trasmessa in prima visione in Italia da Rai 1 dal 26 aprile al 31 maggio 2018.
| nº | Titolo                               | Prima TV       |
| -- | ------------------------------------ | -------------- |
| 1  | L'apostolo rosa                      | 26 aprile 2018 |
| 2  | Pezzo di fango e cornuto             | 26 aprile 2018 |
| 3  | Santuzze e pitonesse                 | 3 maggio 2018  |
| 4  | Finché c'è disperazione c'è speranza | 3 maggio 2018  |
| 5  | Rime baciate                         | 10 maggio 2018 |
| 6  | Carbone per il presidente            | 10 maggio 2018 |
| 7  | Bulli e pupe                         | 17 maggio 2018 |
| 8  | La mafia è un parallelepipedo        | 17 maggio 2018 |
| 9  | Un fatto di chimica                  | 24 maggio 2018 |
| 10 | La fortuna è lieve                   | 24 maggio 2018 |
| 11 | L'inno del carrubo                   | 31 maggio 2018 |
| 12 | Il posto dei civili                  | 31 maggio 2018 |

## L'apostolo rosa
- Diretto da: Luca Ribuoli
- Scritto da: Pif

### Trama
La seconda stagione della serie inizia dal punto in cui era terminata la prima, ossia nel momento in cui la famiglia Giammarresi decide di rimanere in Sicilia nonostante tutti i componenti siano dei potenziali obiettivi per Cosa nostra dopo le dichiarazioni fatte da Lorenzo riguardo l'omicidio di Boris Giuliano, in quanto Salvatore è il testimone che ha visto in faccia l'esecutore materiale, Leoluca Bagarella.
Lorenzo però non riesce a stare tranquillo e teme per la sua incolumità e di quella della sua famiglia al punto da arrivare talvolta all'esasperazione, ad esempio entrando e uscendo in orari diversi dal lavoro o parcheggiando l'automobile in punti sempre differenti. Angela nel frattempo approfondisce la sua storia d'amore con Marco e i due ragazzi, di comune accordo, decidono di avere un rapporto sessuale per consolidare la loro relazione; Salvatore invece, affranto per la mancanza di Alice, tenta di mettersi in contatto con lei inviandole diverse lettere al collegio svizzero in cui dovrebbe trovarsi.
Lorenzo, stanco delle sue angosce, ritiene sia il caso di andare via dalla Sicilia e va su tutte le furie quando Massimo gli rivela che la sua incolumità e quella degli altri componenti della famiglia è stata garantita da Tommaso Buscetta dopo l'omicidio di Boris Giuliano. Pia, che vorrebbe evitare il trasferimento in una città del nord Italia, si confida con Massimo sul da farsi e questi le propone un posto d'insegnante in una scuola, in realtà frutto di una raccomandazione avuta da un consigliere regionale corrotto che viene indagato appena dopo l'insediamento del nuovo presidente Piersanti Mattarella.
Totò Riina, intanto, è in collera con il cognato Leoluca Bagarella perché distratto da una storia d'amore e di conseguenza non abbastanza solerte su un delitto già deciso e che deve portare a termine; tutto lascia pensare che l'obiettivo da colpire sia Lorenzo, data la vicinanza tra il punto di appostamento e l'abitazione della famiglia Giammarresi, ma alla fine si scopre che il bersaglio del noto boss mafioso corleonese era il giudice Cesare Terranova, ucciso proprio a ridosso della sua nomina a capo dell'ufficio istruzione, essendo tornato da pochi mesi in magistratura.

## Pezzo di fango e cornuto
- Diretto da: Luca Ribuoli
- Scritto da: Pif

### Trama
I cugini Salvo offrono una promozione a Massimo mettendolo a lavorare in ufficio, ma le cose per lui si complicano quando Pia decide di protestare contro la scuola in cui ha ottenuto la cattedra perché l'edificio non è a norma.
Lorenzo conosce Marina, una giovane donna che lavora alla Regione in Sicilia, e grazie a lei riesce ad assistere al famoso incontro tra Piersanti Mattarella e il Presidente della Repubblica Sandro Pertini; l'idea che le cose in Sicilia possano cambiare, fa decidere a Lorenzo di tentare il concorso alla Regione insieme a Cusumano.
I genitori di Marco sono scontenti per il suo rendimento scolastico e per questo gli impediscono di vedere Angela, ma il ragazzo le racconterà delle bugie per non ferirla; tuttavia la verità viene a galla e Angela non prende bene la notizia.
Salvatore, Sebastiano e Santina decidono di partecipare alla protesta di Pia contro la sua scuola, ma l'assenza di Fofò (il quale alla fine aveva deciso di frequentare le scuole medie che il padre aveva deciso per lui) fa insospettire Salvatore, quindi telefona a casa scoprendo che l'amico ha accompagnato Alice a danza. Salvatore si reca quindi alla scuola di danza, scoprendo che Alice è tornata a Palermo e che è arrabbiata con lui perché convinta che non le abbia mai scritto.
Massimo decide di partecipare alla protesta di Pia e fa ottenere la gestione della scuola a Rosario Spatola, tuttavia, quando si ritroverà a chiedere a Tommaso Buscetta di non occuparsi più dell'esazione delle tasse, riceverà una risposta negativa e inizierà seriamente a temere per la sua vita.
- Ascolti: telespettatori 3 987 000 – share 17,4 %.[1]

## Santuzze e pitonesse
- Diretto da: Luca Ribuoli
- Scritto da: Pif

### Trama
Lorenzo e Cusumano iniziano a studiare per il concorso per entrare in Regione, anche se questo susciterà la gelosia di Pia poiché egli si tratterrà a studiare spesso fino a notte fonda insieme a Marina.
Tommaso Buscetta decide di perdonare Massimo e questo gli permetterà di fare un salto di qualità nella sua carriera lavorativa: deve occuparsi dei mafiosi statunitensi Frank Costello e John Gambino.
Salvatore tenta disperatamente di parlare con Alice, ma la ragazzina non vuole saperne perché crede ancora che lui l'abbia presa in giro e l'abbia dimenticata mentre era in Svizzera; le cose cambieranno nel momento in cui a Salvatore torneranno indietro tutte le lettere che aveva inviato ad Alice.
Angela, insieme a Marco, scopre con terrore nel frattempo di essere rimasta incinta.
Massimo porta Costello e Gambino in un locale per la loro ultima sera a Palermo e lì rimangono ammaliati dalla bella cantante Iolanda Rubino; Buscetta dirà a Massimo che la cantante deve incidere un disco: lo scopo, in realtà, è quello di trasportare la droga in America tramite il disco.

## Finché c'è disperazione c'è speranza
- Diretto da: Luca Ribuoli
- Scritto da: Pif

### Trama
Massimo inizia la sua carriera come produttore discografico insieme a Iolanda, scatenando la gelosia di Patrizia, la quale teme che il marito possa tradirla.
Pia e Lorenzo sono preoccupati per Angela e, ignari della verità, temono che la tristezza della figlia sia dovuta a causa della morte di un suo compagno di scuola per overdose; per cercare di tirarle su il morale decidono di organizzare una cena con i genitori di Marco.
Angela e Marco decidono di approfittare della cena per rivelare ai genitori della gravidanza, ma non lo fanno perché si rendono conto che sono troppo giovani e il bambino porterebbe via tutti i loro sogni. Alice, dopo aver scoperto delle lettere, perdona Salvatore e decidono così di ritornare insieme.
Angela ha intenzione di abortire ma, essendo minorenne, ha bisogno del consenso dei suoi genitori, perciò decide di effettuare l'operazione in una clinica privata.
Il giorno dell'operazione si presenta la madre di Marco in ospedale e Angela, già turbata interiormente per l'atto che sta per compiere, vedendo che il fidanzato ha infranto il loro patto, decide di mandarlo via sentendosi ulteriormente tradita.
- Ascolti: telespettatori 3 507 000 – share 14,1 %.[2]

## Rime baciate
- Diretto da: Luca Ribuoli
- Scritto da: Pif

### Trama
Lorenzo vince il concorso, anche se l'ufficio che gli viene assegnato non era proprio ciò che aveva immaginato. Massimo inizia una passionale relazione extraconiugale con Iolanda, mentre Angela, non reggendo più il peso del suo segreto, racconta tutta la verità a Pia, la quale nonostante rimanga profondamente sconvolta dalle rivelazioni della ragazza, vedendo il suo malessere e l'evidente pentimento, promette di non dire nulla a Lorenzo fino a quando la figlia non si sentirà pronta a parlare con lui. Intanto lo stesso Lorenzo, vedendo la tristezza della figlia, si accorge che qualcosa non va e, preoccupato, cerca di capire cosa succede.
Alice è preoccupata per Fofò e insieme a Salvatore scopre che per colpa di alcuni compagni di classe, ha cominciato a compiere dei piccoli furti nella cartoleria del signor Pellerito, una delle tante vittime del pizzo. Mentre Salvatore cerca di dissuadere l'amico Fofò dal compiere il furto, i due ragazzini vengono portati in questura dove Lorenzo avrà modo di incontrare anche il procuratore Gaetano Costa. Lorenzo è molto deluso dal comportamento del figlio e a peggiorare la situazione si metterà Angela, la quale decide di rivelare tutto al padre sul suo aborto, scatenando la sua ira. Lorenzo sconvolto e addolorato, parlando con Pia si tormenta sulle azioni dei figli e poi venuto a sapere come ha fatto Angela ad abortire, si reca alla villa dei genitori di Marco e in preda all'ira aggredisce con un pugno in volto il padre del ragazzo.

## Carbone per il presidente
- Diretto da: Luca Ribuoli
- Scritto da: Pif

### Trama
Il Natale si avvicina e ognuno dei personaggi lo vive in maniera differente: Riina si prepara a commissionare l'omicidio Mattarella, Massimo cerca di trovare una soluzione che gli permetta di trascorrere le feste sia con la sua famiglia e con Iolanda, Pia si prepara a mettere in scena lo spettacolo natalizio con la scuola, Salvatore è costretto dal padre a lavorare gratuitamente presso la cartoleria del signor Pellerito insieme al suo amico di scuola, mentre tra Angela e Lorenzo cresce una forte tensione, che porta l'uomo ad avvicinarsi sempre più a Marina. Angela è visibilmente sempre più tormentata e oppressa dal senso di colpa dovuto alle sue azioni, precipitando in una grande crisi interiore e il fatto che non riesca a chiarire con il padre, il quale, seppur distrutto, continua a non riuscire a comprendere i comportamenti della figlia, non fa che appesantire la situazione. Pia cerca di star vicino alla figlia e allo stesso tempo tenta di far capire al marito Lorenzo che, con il suo solito fare giudicante, anche lui ha commesso degli errori sia verso Angela che Salvatore.
Angela inizia a frequentare un gruppo di giovani femministe per affrontare il trauma della sua perdita e lì incontra di nuovo Rosario, il suo primo fidanzato; nonostante egli ricerchi ancora le sue attenzioni, la ragazza è ancora delusa per il modo in cui è stata trattata in passato e ancora scossa per ciò che sta vivendo nel privato, lo tiene a distanza.
Lorenzo, dopo aver avuto un incontro casuale in ascensore con Mattarella, decide di riappacificarsi con entrambi i figli chiedendo loro scusa per essere stato troppo duro nei loro confronti, mentre Leoluca Bagarella viene arrestato.
Il 6 gennaio 1980, il presidente della Regione Siciliana Piersanti Mattarella viene assassinato mentre si reca alla Santa Messa con la sua famiglia; quella mattina non aveva i membri della sua scorta a proteggerlo, in quanto riteneva opportuno che anch'essi trascorressero le feste con le rispettive famiglie.
- Ascolti: telespettatori 3 738 000 – share 16,5 %.[3]

## Bulli e pupe
- Diretto da: Luca Ribuoli
- Scritto da: Pif

### Trama
Dopo l'assassinio di Mattarella, a Palermo prevale un senso di smarrimento. Lorenzo scopre dell'esistenza di alcune carte sospette su un appalto e con l'aiuto di Marina decide di far luce sulla questione. I due trascorrono molto tempo insieme facendo così crescere il loro sentimento.
Salvatore, che continua ad andare nel negozio del signor Pellerito, scorge dei pupi bruciati, ancora ignaro della storia di mafia che si cela.
Massimo entra in crisi quando si rende conto che dietro la storia dei dischi si nasconde un imponente traffico di droga internazionale.
Nel frattempo Angela e Rosario cercano di riavvicinarsi seppur i loro rapporti siano ancora turbolenti.

## La mafia è un parallelepipedo
- Diretto da: Luca Ribuoli
- Scritto da: Pif

### Trama
Salvatore scopre con i suoi amici che Pellerito è taglieggiato dalla mafia per pagare il pizzo e decide di esporsi in prima persona andando a denunciare tutto.
Lorenzo vuole consegnare il dossier al quale ha lavorato ma si scontra con il muro di gomma del suo superiore, in preda allo sconforto e aiutato da Marina, decide di farlo recapitare in forma anonima ai giornali denunciando così gli appalti.
Massimo cerca una via d'uscita per far partire l'ultimo carico di droga, ma il piano fallisce e per paura di ritorsioni chiede di essere ospitato a casa dei Giammarresi insieme alla moglie Patrizia. Oltre a questo, si aggiunge anche lo sconforto per l'improvvisa partenza di Jolanda.
- Ascolti: telespettatori 3 477 000 – share 15,9 %.[4]

## Un fatto di chimica
- Diretto da: Luca Ribuoli
- Scritto da: Pif

### Trama
Lorenzo chiarisce alla moglie che con Marina non faceva altro che lavorare a quel caso che avrebbe dovuto fare scalpore.
Massimo fa di tutto per non andarsene da casa della sorella e Fra Giacinto gli va a dire che in realtà non rischia nulla perché non è stato fatto il suo nome; Buscetta gli crede e lui comunica ai cugini Salvo di voler aprire un bar con la moglie. Salvatore racconta al padre delle sue conversazioni con il Procuratore Costa: Lorenzo va in Procura e gli fa presente che Pellerito subisce delle aggressioni. Angela continua a frequentare Rosario che fa anche il finto invalido per non essere arruolato.
Lorenzo va in vacanza con la moglie e soggiorna in un hotel che è sotto l'attenzione delle forze dell'ordine per l'arrivo di tre chimici marsigliesi soci dei corleonesi; non si capacita del fatto che dopo la sua denuncia non sia successo niente e confessa a Pia di aver avuto la tentazione di cedere con Marina. Dopo aver passato la notte insieme Pia gli confessa di aver avuto la cattedra grazie al fratello è così dopo aver litigato fanno ritorno a Palermo. Intanto viene fatta una retata e viene arrestato anche il boss Gerlando Alberti; per vendetta viene ucciso il gestore dell'albergo Villa Smeralda Carmelo Iannì (28 agosto 1980). Pellerito decide di collaborare con le forze dell'ordine.

## La fortuna è lieve
- Diretto da: Luca Ribuoli
- Scritto da: Pif

### Trama
Tira una brutta aria tra Lorenzo e Pia che si dispera quando la precaria Carla le racconta che la sua supplenza è terminata è così per punirsi si fa cadere il ferro da stiro sul piede finendo in ospedale; confesserà poi al marito di averlo fatto apposta per far sì che Carla diventasse sua supplente. Il cavalier Cesaroli è costretto a lasciare dopo lo scandalo e Lorenzo e Marina festeggiano; per lui arriverà la promozione. Rosario e Angela studiano uno stratagemma per evitare il suo arruolamento:. Il Questore Immordino, con agenti provenienti da altre parti d’Italia, infligge un duro colpo gli Inzerillo, gli Spatola, i Di maggio con diversi arresti tra cui anche il padre di Alice, la fidanzatina di Salvatore; Massimo viene subito convocato da Buscetta. Lorenzo riceve una cartolina da Cerasoli che è stato promosso nonostante tutto al Ministero del Commercio Estero e così, infuriato, si rivolge a Massimo per avere un'ulteriore spinta dai suoi “amici”.
- Ascolti: telespettatori 3 560 000 – share 16,8 %.[5]

## L'inno del carrubo
- Diretto da: Luca Ribuoli
- Scritto da: Pif

### Trama
Lorenzo non è per niente pentito del favore chiesto e pressa il cognato per farsi trasferire all'ufficio tecnico; con orgoglio racconta il fatto a Pia che rimane esterrefatta e insieme a Massimo cerca di dissuaderlo anche perché quell'incarico metterebbe a rischio la sua vita. Massimo intanto affianca Buscetta quando esce dal carcere, Pia viene informata dai suoi allievi come Carla si sia accanita su di loro a causa della sua invidia che aveva tenuto nascosta verso di lei dato che i bambini vogliono più bene a Pia che a lei e che proprio a causa di questo atteggiamento buona parte dei bambini non viene più a scuola. Infuriata Pia si presenta a scuola e rimprovera Carla per la cattiva gestione della classe dato che non ha neanche tenuto conto delle difficoltà dei bambini e non li ha aiutati a superarle e le intima ad alzare i voti altrimenti le farà togliere il posto dal fratello, Rosario e Angela sono di nuovo ai ferri corti mentre Salvatore è triste per l'arresto del padre di Alice. Costa consegna le convalide degli arresti dei mafiosi a Chinnici e Patrizia dice a Massimo di essere incinta.

## Il posto dei civili
- Diretto da: Luca Ribuoli
- Scritto da: Pif

### Trama
Lorenzo è stupito perché viene promosso a vice direttore del dipartimento dei trasporti anziché all'ufficio tecnico. Buscetta e Bontate si sentono traditi da Michele Greco che ha deciso di appoggiare i Riina; Don Masino decide di partire per il Brasile e mette in guardia Massimo dai corleonesi. Mentre Patrizia a tavola annuncia di essere incinta, a casa Giammarresi arriva Rosario che senza neanche presentarsi chiede ad Angela di sposarlo; affrontando i suoi genitori non fa una bellissima figura ma loro acconsentono comunque al matrimonio. Salvatore ha un brutto litigio con Alice per via della detenzione del padre ma tutto si sistema. Rosario e Angela si sposano in comune e ad officiare la cerimonia è Costa. Il Procuratore è ancora senza scorta e viene ucciso senza difficoltà la sera del 6 agosto: la famiglia Giammarresi è sotto shock e Massimo e Patrizia, che erano in aeroporto in partenza per il Brasile con Buscetta, tornano indietro. Dal luogo dell'agguato i Giammarresi e altri cittadini si mettono in marcia.
- Ascolti: telespettatori 2 954 000 – share 15,9 %.[6]